# Mont Torrage
 (juillet 2020).
Le mont Torrage (monte Toraggio en italien, Turage en ligure) est une montagne qui s'élève à 1 973 m d'altitude entre les bassins versants de la vallée de la Nervia et de la vallée de la Roya, à la frontière entre la région italienne de Ligurie et le département français Alpes-Maritimes. Situé dans le massif de montagnes des Alpes ligures, le sommet de la montagne est à vol d'oiseau à un peu plus de 20 km de la mer de Ligurie ; ainsi, depuis son sommet, il est possible de voir les plages de Bordighera et de Sanremo. Le mont Torrage est composé de deux cimes principales d'altitudes similaires reliées par une crête dentelée d'environ 250 m de long : le sommet occidental s'élève à 1 971 m tandis que le sommet oriental est légèrement plus élevé et mesure 1 973 m.

## Toponymie
Le nom « Toraggio » peut dériver de deux mots différents ; le premier indiquerait qu'il dérive du nom de la divinité Torevaius, qui identifierait la montagne comme lieu de culte, le second indiquerait que le nom dérive du mot « tauraricum » indiquant les anciens droits de pâturage dans la Rome antique qui a ensuite été influencée par la langue littéraire provençale.

## Géologie
Les roches qui composent la montagne sont sédimentaires, les formations rocheuses sont en grande partie constituées de calcaires marneux et dans la partie supérieure de la montagne de calcaires nummulitiques riches en fossiles marins calcaires (notamment les nummulites).

## Activités

### Protection environnementale
La géomorphologie de la montagne, ainsi que sa flore et sa faune, font de la zone du mont Torrage un site d'intérêt communautaire (SIC), l'intérêt naturel se concentrant en particulier sur la flore riche en espèces endémiques et méditerranéennes adaptées à l'altitude, étant donné la proximité de la mer.

### Ascension
La position périphérique et la roche friable et parfois trop compacte font que le mont Torrage n'a jamais été sérieusement pris en considération par les alpinistes. En effet, sur la montagne, il n'existe qu'une seule voie d'escalade du côté nord-est, avec le un passage clé composé d'un chemin de 30 mètres qui présente des difficultés de degré III, et une variante plus difficile est mentionnée le long du bord d'un éperon. Le mont Torrage est donc fréquenté principalement par les randonneurs aussi bien en été qu'en hiver, le principal itinéraire utilisé est le célèbre sentier des Alpins, un chemin creusé en partie le long des parois rocheuses érigées par le corps des Alpins entre les deux guerres mondiales pour relier la vallée de la Nervia par le sud aux positions fortifiées du Balcon de Marta avec un autre chemin, étant donné que la piste muletière déjà existante sur les pentes nord était inutilisable pendant quelques mois d'hiver.
Il existe deux itinéraires possibles pour atteindre le mont Torrage. Par l'ouest, il est conseillé de sortir de l'autoroute A10 à Bordighera et de suivre les panneaux pour le val Nervia, en continuant vers Dolceacqua le long de la route provinciale 64 jusqu'à Pigna, puis par la route directe vers Colla Langan en direction de Molini di Triora le long de la route provinciale 65. De l'est, il est conseillé de sortir de l'autoroute A10 à Arma di Taggia et de prendre la SP548 de la Valle Argentina sur toute sa longueur pour arriver à Molini di Triora puis prendre la route provinciale 65 en direction de Colla Langan en direction de Pigna. À Colla Langan, continuer vers Colla Melosa à 1 541 m, pour enfin atteindre le refuge Franco Allavena. Ensuite, il est obligatoire de continuer à pied.

### Cartographie
- Cartografia ufficiale italiana in scala 1:25.000 e 1:100.000, Istituto Geografico Militare.
- Carta dei sentieri e stradale scala 1:25.000 n. 23 Sanremo Ventimiglia Bassa val Roia Val Nervia, Fraternali editore - Ciriè
- Carta in scala 1:50.000 n. 8 Alpi Marittime e Liguri, Torino, Istituto Geografico Centrale.